# Protocolo HART
El protocolo HART (acrónimo en inglés de highway addressable remote transducer) es un protocolo abierto de uso común en los sistemas de control, que se emplea para la configuración remota y supervisión de datos con instrumentos de campo. Este protocolo, aun no siendo un bus de campo, pues los instrumentos se cablean a los módulos de entrada/salida de un sistema de control, tiene una funcionalidad asimilable, en cuanto a la gestión y configuración que permite sobre los equipos.

## Historia
El protocolo HART fue desarrollado en la década de 1980 por Rosemount Inc. y posteriormente sus derechos fueron liberados. Así desde el año 1993 la norma está depositada en la Fundación de Comunicación HART (HCF) y es de uso abierto y gratuito para cualquier fabricante que desee implementarlo como un sistema de control.

## Funcionamiento
Este protocolo permite comunicar con un instrumento de campo sobre un lazo de corriente 4-20 mA, tanto los datos de configuración y parámetros como las medidas de proceso como temperatura, caudal, presión o cualquier otra. La información de control del instrumento se modula digitalmente sobre el lazo de corriente y por tanto no hay interferencias entre ellas. Su velocidad es de 1200 bps, de forma que el equipo maestro puede actualizar la información varias veces por segundo.
Los modernos controladores empleados en los sistemas de control distribuido (DCS), son transparentes a estos instrumentos de forma que se pueden configurar y programar remotamente desde el nivel de operación de los sistemas de control.